# Alloptes mucronatus
Alloptes mucronatus är en spindeldjursart som beskrevs av Édouard Louis Trouessart 1899. Alloptes mucronatus ingår i släktet Alloptes och familjen Alloptidae. Inga underarter finns listade i Catalogue of Life.